# Ignacio Maciel Salcedo
José Ignacio Maciel Salcedo (Guadalajara, 29 de septiembre de 1910 - 1989) fue el trigésimo noveno Rector de la Universidad de Guadalajara entre el 17 de septiembre de 1966 - 31 de marzo de 1971.

## Biografía
Cursó sus estudios en la Escuela Preparatoria de Jalisco y en la facultad de derecho de la Universidad de Guadalajara, titulándose de abogado en 1934. Fue catedrático, director de la facultad de Derecho y diputado federal. Falleció en 1989. Ante los serios problemas de salud de su predecesor, Hugo Vázquez Reyes, fue rector interino desde el 17 de septiembre de 1966, y al fallecer este, fue nombrado rector titular.